# تفاح (جنس)
التُّفَّاح  (الاسم العلمي: Malus) هو جنس نباتي يتبع فصيلة الوردية من رتبة الورديات. من أشهر أنواعه التفاح المستأنس أو التفاح الشائع.